# Shimura Ken
Shimura Ken (志村 けん) (20 tháng 2 năm 1950 - 29 tháng 3 năm 2020) là một diễn viên hài Nhật Bản. Ông được mệnh danh là "Vua hài kịch" của Nhật Bản.

## Xuất thân
Shimura Ken có tên khai sinh là Shimura Yasunori (志村 康徳), sinh ngày 20 tháng 2 năm 1950, tại Higashimurayama, Tokyo, Nhật Bản. Ông từng tốt nghiệp Đại học Hosei với chuyên ngành giáo dưỡng trước khi bước chân vào sự nghiệp diễn xuất.

## Sự nghiệp
Ông trở nên nổi tiếng khi tham gia cùng với Masashi Tashiro, Nobuyoshi Kuwano đóng trong loạt chương trình truyền hình Shimura Ken no Bakatono-sama mà ở Việt Nam quen gọi thông tục là "Hài Nhật Bản". Vai diễn "Bakatono-sama" của Shimuara khá nổi bật trong hài kịch Nhật Bản, châm biếm những hành vi xã hội hiện đại (một chủ tịch công ty, một chính khách, một gia trưởng, một hiệu trưởng, một thủ lĩnh băng đảng yakuza) đến hình ảnh của một lãnh chúa khờ khạo, sống trong thời xa xưa của Nhật Bản. Một vai diễn phổ biến của Shimura trong show "Henna Oji-san" (Ông già quái đản) với thể hiện một người đàn ông hay đùa cợt với các cô gái. Sau khi bị bắt gặp cho trò đùa của mình, nhân vật thường xuyên kết thúc thêm với một bài hát 'Sou desu. Watashi wa Henna Oji-san desu'.
Shimura cũng nổi tiếng trong show Hachiji Da Yo! Zen'in Shugo! với nhóm hài The Drifters và Fun TV with Kato-chan and Ken-chan với Cha Kato, một cựu thành viên của The Drifters.

## Giai thoại
- Tên "Ken" của Shimura có nguồn gốc từ tên của cha ông là "Kenji" (憲司?).
- Shimura nổi tiếng ở Nhật Bản, cũng như được biết đến ở Đài Loan, Thái Lan, Hàn Quốc, Trung Quốc, Việt Nam và cả Ấn Độ.[1] Siêu sao Kaneshiro Takeshi cũng là một fan hâm mộ của ông.

## Đời tư
Cho đến thời điểm hiện tại, Shimura vẫn sống độc thân và chưa một lần kết hôn nào. Mặc dù vậy, ông nổi tiếng đào hoa và nhiều lần bị đồn đãi về chuyện tình cảm. Danh sách người tình của ông có từ người mẫu, ca sỹ, diễn viên, người dẫn chương trình, hay thậm chí cả gái quán bar. Ông từng được cho là muốn kết hôn với Mihiro, một cựu AV joyū nổi tiếng. Một trong những bạn diễn trẻ lâu năm của ông là Yuka (tên thật là Okabe Hiroko, 岡部広子), cũng là một cựu thần tượng áo tắm có tiếng, cũng bị đồn đoán là từng có quan hệ tình cảm với ông.

## Qua đời
Theo trang tin NHK, Shimura Ken, người nhập viện vì dương tính với virus SARS-CoV-2 qua đời tại một bệnh viện ở Tokyo trong đêm 29 tháng 3 năm 2020, hưởng thọ 70 tuổi.
Shimura Ken là người nổi tiếng của Nhật Bản đầu tiên qua đời vì mắc Covid-19. Trước đó cũng có thông tin ông đang trong tình trạng nguy kịch. Shimura Ken nhập viên ở Tokyo vào rạng sáng 25 tháng 3 sau khi nhận kết quả xét nghiệm dương tính với virus SAR-CoV-2 vào ngày hôm 23 tháng 3 năm 2020, sau khi xuất hiện các triệu chứng mệt mỏi, sốt, ho.
Cùng với đó, những năm gần đây sức khỏe Ken Shimura không tốt. Ông vừa phẫu thuật Polyp đại trực tràng vào hồi đầu năm 2020. Năm 2018, ông phải cấp cứu vì bệnh gan. Hiện chưa rõ Shimura đã lây bệnh COVID-19 từ đâu.